# Obsjtina Roman
Obsjtina Roman (bulgariska: Община Роман) är en kommun i Bulgarien.   Den ligger i regionen Vratsa, i den västra delen av landet, 70 km nordost om huvudstaden Sofia.
Obsjtina Roman delas in i:
- Dolna Besjovitsa
- Kameno pole
- Kunino
- Radovene
- Sinjo bărdo
- Strupets
- Chubavene

Följande samhällen finns i Obsjtina Roman:
- Roman

Omgivningarna runt Obsjtina Roman är en mosaik av jordbruksmark och naturlig växtlighet. Runt Obsjtina Roman är det ganska glesbefolkat, med 23 invånare per kvadratkilometer.